# جاك آدمسون
جاك آدمسون (بالإنجليزية: Jack Adamson)‏ هو لاعب كرة قدم أسترالية أسترالي، ولد في 6 يناير 1873 في North Melbourne ‏ في أستراليا، وتوفي في 2 أكتوبر 1937 في ساوث ملبورن في أستراليا.

## وصلات خارجية
- جاك آدمسون على موقع AustralianFootball.com (الإنجليزية)
- جاك آدمسون على موقع AFLtables.com (الإنجليزية)